# Dareizé
Dareizé és un municipi francès situat al departament del Roine i a la regió d'Alvèrnia-Roine-Alps. L'any 2007 tenia 441 habitants.

## Demografia

### Població
El 2007 la població de fet de Dareizé era de 441 persones. Hi havia 159 famílies de les quals 24 eren unipersonals (16 homes vivint sols i 8 dones vivint soles), 45 parelles sense fills, 78 parelles amb fills i 12 famílies monoparentals amb fills.
La població ha evolucionat segons el següent gràfic:
Habitants censats

### Habitatges
El 2007 hi havia 186 habitatges, 158 eren l'habitatge principal de la família, 14 eren segones residències i 13 estaven desocupats. 173 eren cases i 12 eren apartaments. Dels 158 habitatges principals, 133 estaven ocupats pels seus propietaris, 21 estaven llogats i ocupats pels llogaters i 4 estaven cedits a títol gratuït; 5 tenien dues cambres, 14 en tenien tres, 47 en tenien quatre i 92 en tenien cinc o més. 99 habitatges disposaven pel capbaix d'una plaça de pàrquing. A 48 habitatges hi havia un automòbil i a 106 n'hi havia dos o més.

### Piràmide de població
La piràmide de població per edats i sexe el 2009 era:
| Homes | Edats   | Dones |
| ----- | ------- | ----- |
| 0     | 95 o +  | 0     |
| 0     | 90 a 94 | 0     |
| 0     | 85 a 89 | 0     |
| 0     | 80 a 84 | 0     |
| 8     | 75 a 79 | 4     |
| 0     | 70 a 74 | 8     |
| 16    | 65 a 69 | 16    |
| 4     | 60 a 64 | 4     |
| 4     | 55 a 59 | 8     |
| 16    | 50 a 54 | 8     |
| 12    | 45 a 49 | 16    |
| 20    | 40 a 44 | 4     |
| 20    | 35 a 39 | 24    |
| 12    | 30 a 34 | 20    |
| 12    | 25 a 29 | 8     |
| 16    | 20 a 24 | 4     |
| 4     | 15 a 19 | 8     |
| 8     | 10 a 14 | 16    |
| 32    | 5 a 9   | 12    |
| 16    | 0 a 4   | 12    |

## Economia
El 2007 la població en edat de treballar era de 272 persones, 219 eren actives i 53 eren inactives. De les 219 persones actives 212 estaven ocupades (113 homes i 99 dones) i 7 estaven aturades (6 homes i 1 dona). De les 53 persones inactives 19 estaven jubilades, 20 estaven estudiant i 14 estaven classificades com a «altres inactius».

### Ingressos
El 2009 a Dareizé hi havia 160 unitats fiscals que integraven 443,5 persones, la mediana anual d'ingressos fiscals per persona era de 19.814 €.

### Activitats econòmiques
Dels 13 establiments que hi havia el 2007, 2 eren d'empreses de fabricació d'altres productes industrials, 1 d'una empresa de construcció, 1 d'una empresa de comerç i reparació d'automòbils, 1 d'una empresa d'hostatgeria i restauració, 1 d'una empresa d'informació i comunicació, 6 d'empreses de serveis i 1 d'una empresa classificada com a «altres activitats de serveis».
Dels 4 establiments de servei als particulars que hi havia el 2009, 2 eren tallers de reparació d'automòbils i de material agrícola, 1 lampisteria i 1 restaurant.
L'any 2000 a Dareizé hi havia 28 explotacions agrícoles que ocupaven un total de 630 hectàrees.

## Equipaments sanitaris i escolars
El 2009 hi havia una escola elemental integrada dins d'un grup escolar amb les comunes properes formant una escola dispersa.

## Poblacions més properes
El següent diagrama mostra les poblacions més properes.